# Eisothistos petrensis
Eisothistos petrensis är en kräftdjursart som beskrevs av Brian Frederick Kensley 1984. Eisothistos petrensis ingår i släktet Eisothistos och familjen Expanathuridae.
Artens utbredningsområde är Mexikanska golfen. Inga underarter finns listade i Catalogue of Life.